# Ophiorrhiza triandra
Ophiorrhiza triandra är en måreväxtart som beskrevs av Francisco Manuel Blanco. Ophiorrhiza triandra ingår i släktet Ophiorrhiza och familjen måreväxter.
Artens utbredningsområde är Filippinerna. Inga underarter finns listade i Catalogue of Life.